# دييغو ميدييروس
دييغو ميدييروس (28 مارس 1993 في البرازيل - ) هو لاعب كرة قدم برازيلي في مركز الهجوم.

## روابط خارجية
- دييغو ميدييروس على موقع قاعدة بيانات كرة القدم.إي يو (الإنجليزية)
- دييغو ميدييروس على موقع Soccerway.com (الإنجليزية)